# دولف زیگلر
نیکلاس تئودور نِمِت (به انگلیسی : Nicholas Theodore Nemeth، زاده ۲۷ ژوئیه ۱۹۸۰) یک کشتی‌گیر حرفه‌ای آمریکایی است که بیشتر با نام دولف زیگلر (به انگلیسی : Dolph Ziggler) که به مدت ۱۹ سال با این نام در کمپانی دبلیودبلیوئی فعالیت می‌کرد، شناخته می‌شود.

## زندگی شخصی
نیکولاس از ۵سالگی طرفدار کشتی حرفه‌ای بود و در ۱۲سالگی تصمیم گرفت کشتی‌گیر شود. برادر کوچکترش، رایان، هم یک کشتی‌گیر است که قبلاً در دبلیو دبلیو ای و ان اکس تی با نام بریلی فعالیت داشت.
نیکولاس فارغ‌التحصیل دانشگاه کنت در رشته دانش سیاسی است. قبل از کشتی، او در فینیکس زندگی می‌کرد و در مدرسه قانون آریزونا قبول شده بود.
نیکولاس قبلاً با بازیگر کمدی ایمی شومر رابطه داشت. او هم چنین قبلاً با نیکی بلا قرار می‌گذاشت.
او در برنامه‌ای فاش کرد دلیل انتخاب نام دولف این بوده که نام جد پدریش این بوده و دوستش هم نام زیگلر را پیشنهاد کرده‌ است.

## دوران کشتی حرفه ای

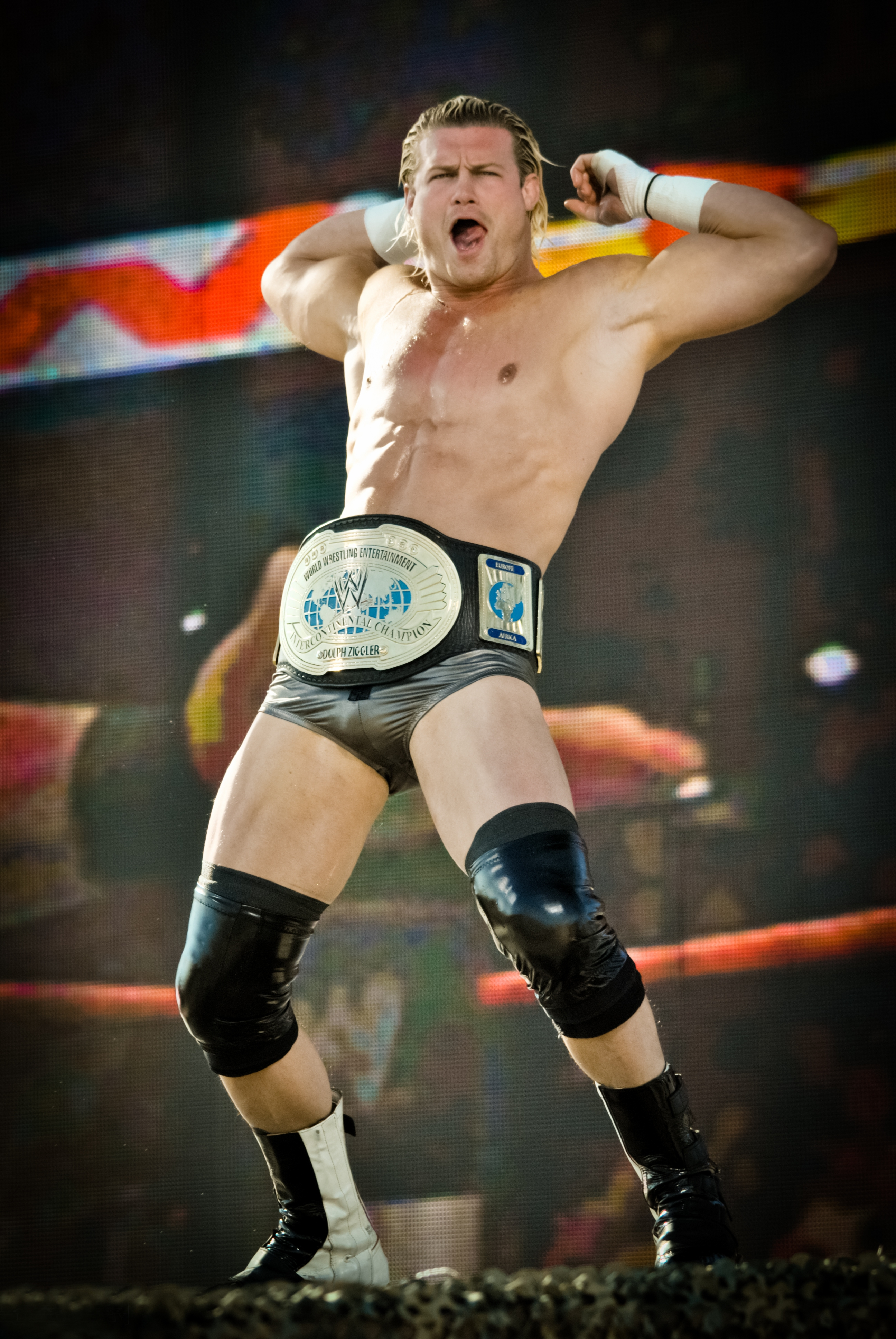
دالف زیگلر به عنوان قهرمان بین قاره‌ای در نمایشگاه WWE 2010 Tribute to the Troops در فورت هود، تگزاس، در 11 دسامبر 2010.

زیگلر از نوامبر ۲۰۰۴ ، تاکنون در این رشته فعال بوده‌ است. همچنین وی دو بار قهرمان کمربند سنگین وزن جهان دبلیودبلیوئی، شش بار قهرمان کمربند بین قاره ای دبلیودبلیوئی  و دو بار قهرمان کمربند ایالات متحده دبلیودبلیوئی و دو بار قهرمان تگ تیم راو و یک بار قهرمان تگ شده‌ اسمکدان شده است. 
او برای مدتی یکی از بزرگترین فیس‌های کمپانی دبلیو دبلیو ای محسوب می‌شد. همچینین او با کش کردن کیف مانی این د بنک خود در سال ۲۰۱۳ قهرمان کمربند دبلیودبلیوئی شد. زیگلر در مسابقهٔ سروایور سریز (۲۰۱۴) عملکرد خیره کننده‌ای داشت. او در این مسابقه در تیم جان سینا بود که با تیم آتوریتی مبارزه کردند. در حالی که در این مسابقه تمامی هم تیمی‌های او از جمله خود جان سینا حذف شده بودند و در مقابل ۳ نفر از اعضای آتوریتی سث رالینز، کین و لوک هارپر باقی مانده بودن هر سه نفر آن‌ها را حذف کرد و باعث برنده شدن تیم خود شد. او ابتدا کین سپس هارپر و در آخر با دخالت استینگ رالینز را پین کرد (الکساندر روسف یکی دیگر از اعضای آتوریتی توسط او حذف شده بود). او یکی از دوستان نزدیک و صمیمی کشتی گیر معروف د میز نیز هست. همچنین او در شو راو ۵ ژانویه ۲۰۱۵ توسط دی اتوریتی به همراه رایبک و اریک روون از کمپانی اخراج شدند ولی برای رویال رامبل برگشتند. او در اکستریم رولز (۲۰۱۵) طی یک مسابقهٔ باسنم را ببوس شیمس را شکست داد اما در پی بک (۲۰۱۵) طی مسابقه‌ای تک نفره به شیمس باخت. او در مانی این د بنک (۲۰۱۵) شرکت کرد اما ناموفق بود. او سپس با روسف درگیر شد (روسف معتقد بود او لانا را از او دزدیده است). مبارزه او و روسف در سامراسلم (۲۰۱۵) بدون برنده به پایان رسید اما در نایت آف چمپیونز (۲۰۱۵) (شب قهرمانان) موفق شد با کمک سامرری (دوست دختر روسف) روسف را شکست دهد. همچنین او در راو پس از هل تور در چلنج جان سینا برای کمربند قهرمانی ایالت متحده شرکت کرد و با وجود تلاش زیاد از جان سینا شکست خورد. او سپس با دوست پسر جدید سامرری تایلر بریز درگیر شد. زیگلر در مسابقهٔ انتخابی برای تعیین حریف سث رالینز بر سر کمربند قهرمانی سنگین وزن جهان شرکت کرد که ابتدا بیگ ای لنگستن را شکست داد و سپس در مسابقه‌ای چهار نفره به مصاف رومن رینز، آلبرتو دل ریو و کوین اوونز رفت که رینز با پین کردن اوونز برنده شد و حریف رالینز در سروایور سریز (۲۰۱۵) شد اما با مصدومیت ناگهانی رالینز این مسابقه به حالت تعلیق درآمد و سپس مقرر شد ۱۶ نفر در تورنمنتی به صورت حذفی به مصاف هم بروند و قهرمان این مسابقات صاحب کمربند قهرمانی سنگین وزن جهان شود. زیگلر در این تورنمت شرکت کرد و ابتدا از سد د میز گذشت اما در مرحلهٔ بعد از دین امبروز شکست خورد و حذف شد. دولف یکی از بهترین استوری‌ها و فیودهایش را در مبارزه با د میز بود که زیگلر در جریان این درگیری توانست یک بار قهرمان کمربند اینترکانتینتال شود و در اخر که میز درگیری را به نفع خودش پایان داد کمربند را از دست داد. دولف در رویال رامبل (۲۰۱۷) شرکت کرد اما ناموفق بود و فقط توانست مدت زمان 9 دقیقه در رینگ دوام بیاورد. 6 ماه بعد فیود نسبتاً جدیدی را با بابی رود اغاز کرد. در مسابقه اولشان دولف نا موفق بود و بعد بابی رود به او پیشنهاد مسابقه در هل این ا سل را داد و دولف این مسابقه را هم باخت اما در مسابقه ای که در اسمکدان هفته بعد برگزار شد دولف توانست با رول ببرد. در انتهای این فیود مسابقه ای در کلش آف چمپیونز (۲۰۱۷)بین بارون کوربین قهرمان کمربند یونایتد استیت و بابی رود که زیگلر که برنده شد و قهرمان جدید این کمربند لقب گرفت.